# Земство
Земство (рус. множина земства) је била институција локалне управе основана током велике еманципацијске реформе 1861. коју је у царској Русији успоставио руски цар Александар II. Николај Миљутин је разрадио идеју земства, а први земски закони ступили су на снагу 1864. године. После Октобарске револуције бољшевици су угасили систем земства и заменили га вишестепеним системом радничких и сељачких савета („совјети“).

## Структура
Систем изборних органа локалне самоуправе у Руском царству представљали су на најнижем нивоу мир и волост и настављен је на нивоу 34 губерније (губерније) старе Русије, у изборном округу и покрајинске скупштине (земство). Циљ реформе земства био је стварање локалних органа самоуправе на изборној основи, који би имали довољна овлашћења и независност за решавање локалних економских проблема.
Александар ИИ је основао ова тела, по једно за сваки округ и друго за сваку покрајину или владу, 1864. године. Они су се састојали од представничког већа (земскоие собрание) и извршног одбора (земскаиа управа) које је предложио први. Одбор се састојао од пет класа чланова:
- велики земљопоседници [племићи који поседују 590 acres (2,4 km2)  и више]
- делегати малих земљопоседника, укључујући и свештенство у својству земљопоседника
- делегати имућнијих варошана
- делегати мање имућних градских слојева
- делегати сељака, које бирају волости[3]

Племићи су добили већу тежину у гласању за земство, о чему сведочи податак да су 74% чланова земства били племићи, иако су племићи чинили незнатну мањину становништва. И поред тога, земство је дозволило већем становништву да се изјасни о томе како ће мали део њихових заједница функционисати.
Године 1865. отворена су земства у деветнаест покрајина, а између 1866. и 1876. основано је још шеснаест. Дванаест покрајина није имало земства, три балтичке провинције и девет западних влада које је од Пољске анектирала Катарина Велика. Основани 1875. после много консултација са козачким званичницима, Земства области Дон Хост су пропала и укинута након шест година рада.
И поред свих ових ограничења, током 50 година постојања земства, успели су да реше многе проблеме општег образовања, јавне здравствене службе, изградње и одржавања путева и спонзорисања локалног економског развоја. Земства је за помоћ својој делатности ангажовала стручне стручњаке из реда интелигенције, који су постали познати као „трећи елемент“.
Расходи Земства су порасли са 89,1 милиона рубаља у 1900. години на 290,5 милиона рубаља у 1913. години. Од ове последње суме, 90,1 милион рубаља потрошено је на образовање, 71,4 милиона на медицинску помоћ, 22,2 милиона на унапређење пољопривреде и 8 милиона на ветеринарске мере. Главни извори прихода земства били су стопе на земљу, шуме, сеоске станове, фабрике, руднике и друге некретнине.
У филателији се користи израз земска марка да означи руске поштанске марке локалног издања из овог периода.
Сверуски земски савез основан је у августу 1914. да обезбеди заједнички глас за све земство. Била је то либерална организација која је после 1915. деловала у спрези са Заједницом градова.